# Dryophthoridae
Dryophthoridae Schönherr, 1825 è una famiglia di coleotteri appartenente alla superfamiglia Curculionoidea.

## Tassonomia
Comprende le seguenti sottofamiglie:
- Dryophthorinae Schönherr, 1825
- Cryptodermatinae Bovie, 1908
- Orthognathinae Lacordaire, 1865
- Rhynchophorinae Schönherr, 1833
- Stromboscerinae Lacordaire, 1865

### Alcune specie
- Cosmopolites sordidus - punteruolo nero del banano
- Sitophilus granarius - calandra del grano
- Sitophilus oryzae - calandra del riso
- Rhynchophorus ferrugineus - punteruolo rosso della palma